# Tour du Finistère 2018
La 33e édition du Tour du Finistère a lieu le 14 avril 2018. La course fait partie du calendrier UCI Europe Tour 2018 en catégorie 1.1. C'est également la septième épreuve de la Coupe de France de cyclisme sur route 2018.

## Présentation

### Équipes
Classée en catégorie 1.1 de l'UCI Europe Tour, le Tour du Finistère est par conséquent ouvert aux WorldTeams dans la limite de 50 % des équipes participantes, aux équipes continentales professionnelles, aux équipes continentales et aux équipes nationales.
Vingt équipes participent à la course - Trois WorldTeams, douze équipes continentales professionnelles et cinq équipes continentales :
World tour :
Équipe cycliste BMC Racing
| WorldTeams (2)- AG2R La Mondiale - Groupama-FDJ Équipes continentales professionnelles (12)- Cofidis, Solutions Crédits - Delko-Marseille Provence-KTM - Direct Énergie - Fortuneo-Samsic - Vital Concept - Androni Giocattoli-Sidermec - Euskadi Basque Country-Murias - Gazprom-RusVelo - Holowesko-Citadel - Sport Vlaanderen-Baloise - UnitedHealthcare - Wanty-Groupe Gobert Équipes continentales (5)- Roubaix Lille Métropole - Saint Michel-Auber 93 - Team Joker Icopal - Differdange-Losch - Vorarlberg-Santic |
| |

## Classements

### Classement final
| \| Classement général \| Classement général \| Classement général \| Classement général \| Classement général \| \| Coureur \| Coureur \| Pays \| Équipe \| Temps \| \| ------------------ \| ------------------ \| ------------------ \| -------------------------- \| ------------------ \| \| 1er \| Jonathan Hivert \| France \| Direct Énergie \| 4 h 43 min 04 s \| \| 2e \| Romain Bardet \| France \| AG2R La Mondiale \| + 0 s \| \| 3e \| Guillaume Martin \| France \| Wanty-Groupe Gobert \| + 0 s \| \| 4e \| Nicolas Edet \| France \| Cofidis, Solutions Crédits \| + 0 s \| \| 5e \| Jimmy Janssens \| Belgique \| Cibel-Cebon \| + 0 s \| \| 6e \| Jérémy Cornu \| France \| Direct Énergie \| + 0 s \| \| 7e \| Fabien Grellier \| France \| Direct Énergie \| + 0 s \| \| 8e \| Tejay van Garderen \| États-Unis \| BMC Racing Team \| + 0 s \| \| 9e \| Carl Fredrik Hagen \| Norvège \| Joker Icopal \| + 0 s \| \| 10e \| Lilian Calmejane \| France \| Direct Énergie \| + 7 s \| |                    |            |                            |                 |
| |                    |            |                            |                 |
| Source : ProCyclingStats |                    |            |                            |                 |
| Classement général |                    |            |                            |                 |
| Coureur | Coureur            | Pays       | Équipe                     | Temps           |
| 1er | Jonathan Hivert    | France     | Direct Énergie             | 4 h 43 min 04 s |
| 2e | Romain Bardet      | France     | AG2R La Mondiale           | + 0 s           |
| 3e | Guillaume Martin   | France     | Wanty-Groupe Gobert        | + 0 s           |
| 4e | Nicolas Edet       | France     | Cofidis, Solutions Crédits | + 0 s           |
| 5e | Jimmy Janssens     | Belgique   | Cibel-Cebon                | + 0 s           |
| 6e | Jérémy Cornu       | France     | Direct Énergie             | + 0 s           |
| 7e | Fabien Grellier    | France     | Direct Énergie             | + 0 s           |
| 8e | Tejay van Garderen | États-Unis | BMC Racing Team            | + 0 s           |
| 9e | Carl Fredrik Hagen | Norvège    | Joker Icopal               | + 0 s           |
| 10e | Lilian Calmejane   | France     | Direct Énergie             | + 7 s           |

### UCI Europe Tour
Ce Tour du Finistère attribue des points pour l'UCI Europe Tour 2018, par équipes seulement aux coureurs des équipes continentales professionnelles et continentales, individuellement à tous les coureurs sauf ceux faisant partie d'une équipe ayant un label WorldTeam.
| Position,          | 1er | 2e | 3e | 4e | 5e | 6e | 7e | 8e | 9e | 10e | 11e | 12e | 13e à 15e | 16e à 25e |
| Classement général | 125 | 85 | 70 | 60 | 50 | 40 | 35 | 30 | 25 | 20  | 15  | 10  | 5         | 3         |

## Liste des participants
| Légende | Légende                                                                    | Légende | Légende                                                    |
| ------- | -------------------------------------------------------------------------- | ------- | ---------------------------------------------------------- |
| Num     | Dossard de départ porté par le coureur sur ce Tour du Finistère            | Pos     | Position à l'arrivée de la course                          |
|         | Indique un maillot de champion national ou mondial, suivi de sa spécialité | NP      | Indique un coureur qui n'a pas pris le départ de la course |
| AB      | Indique un coureur qui n'a pas terminé la course                           | HD      | Indique un coureur qui a terminé la course hors des délais |

|}
|}